# Élections européennes de 2004 en Autriche
Les élections européennes se sont déroulées le dimanche 13 juin 2004 en Autriche pour désigner les 18 députés européens au Parlement européen, pour la législature 2004-2009.

## Résultats
| Partis     | Partis                                  | Groupe parlementaire | Votes     | Votes | Votes  | Siège | Siège | Siège |
| Partis     | Partis                                  | Groupe parlementaire | Numéro    | %     | Diff.  | Num.  | Diff. |       |
| ---------- | --------------------------------------- | -------------------- | --------- | ----- | ------ | ----- | ----- | ----- |
|            | Parti social-démocrate d'Autriche (SPÖ) | PSE                  | 833.517   | 33,33 | +1,62  | 7     | =     |       |
|            | Parti populaire autrichien (ÖVP)        | PPE-DE               | 817.716   | 32,70 | +2,03  | 6     | -1    |       |
|            | Liste Hans-Peter Martin                 | Non-inscrits         | 349.696   | 13,98 | +13,98 | 2     | +2    |       |
|            | Les Verts - L'Alternative verte         | Verts/ALE            | 322.429   | 12,89 | +3,60  | 2     | =     |       |
|            | Parti de la liberté d'Autriche (FPÖ)    | Non-inscrits         | 157.722   | 6,31  | -17,09 | 1     | -4    |       |
|            | Parti communiste d'Autriche (KPÖ)       |                      | 19.530    | 0,78  | +0,05  | 0     | =     |       |
| Total      | Total                                   |                      | 2 500 610 | 100   |        | 18    | -3    |       |
| Votes nuls | Votes nuls                              |                      | 66 029    |       |        |       |       |       |
| Total      | Total                                   |                      | 2 566 639 |       |        |       |       |       |